# Under the Mistletoe
Under the Mistletoe é o primeiro álbum natalino e o segundo álbum de estúdio do cantor canadense Justin Bieber, lançado no dia 1º de novembro de 2011 nos Estados Unidos e Canadá pela Island Def Jam. O álbum foi lançado em uma versão padrão e uma deluxe, a última contendo um CD e um DVD que inclui 25 minutos das gravações do álbum e dos bastidores do videoclipe do single "Mistletoe" mais o vídeo musical da canção "Pray", além de quatro músicas adicionais.
O álbum estreou na primeira posição na Billboard 200, vendendo 225,000 cópias em sua primeira semana e se tornando o quarto álbum mais vendido da semana nos Estados Unidos, ficando atrás de álbuns como Christmas, de Michael Bublé e 21, de Adele. O Under the Mistletoe também alcançou a primeira posição no Canadian Albums Chart, onde recebeu da Music Canada o certificado de platina tripla pela venda de mais de 240,000 cópias no Canadá. Já recebeu o certificado de platina da RIAA pela venda de mais de 1,500,000 cópias só nos Estados Unidos e no México, país onde também estreou em primeiro na Asociación Mexicana de Productores de Fonogramas y Videogramas. No Brasil, o disco estreou na segunda posição e em sua segunda semana subiu para a primeira posição, onde permaneceu por duas semanas até ser ultrapassado por Talk That Talk, de Rihanna, e novamente descer para a segunda posição. Foi certificado como platina dupla pela ABPD pela venda de 100,000 cópias no país.
O primeiro single do disco, "Mistletoe", foi lançado em 17 de outubro de 2011 e alcançou a posição décima primeira posição na Billboard Hot 100 e a nona no Canadian Hot 100. A canção vendeu 164,000 downloads em sua primeira semana, estreando em primeiro no iTunes e em quinto no Digital Songs da revista Billboard. O single recebeu opiniões geralmente positivas dos críticos musicais, que em sua maioria destacaram o amadurecimento da voz de Bieber e o fato de que ele já está fazendo canções que podem começar a agradar pessoas de uma faixa etária mais adulta. A música alcançou as dez primeiras posições na Dinamarca e Coreia do Sul, e foi certificada pela Music Canada como disco de ouro. O segundo single do disco considerado apenas promocional, "The Christmas Song (Chestunuts Roasting On An Open Fire)", foi lançado em 24 de outubro de 2011 no On Air with Ryan Seacrest, e conta com a participação do cantor Usher. A posição mais alta alcançada pela canção foi em décimo sexto no VG-lista, parada oficial da Noruega e também se posicionou em quinquagésima oitava na Billboard Hot 100 e em quinquagésimo nono no Canadian Hot 100.

## Antecedentes
Em 25 de agosto de 2011, Bieber anunciou que iria lançar seu primeiro álbum de Natal e o segundo álbum de estúdio no dia 1 de novembro de 2011. Os produtores estadunidenses Scooter Braun e Kuk Harrell confirmaram uma semana depois que Bieber havia colaborado com Sean Kingston e Taylor Swift e que o produtor Jonathan Rotem também estava trabalhando no álbum. Mais tarde naquele mês, foi anunciado que o Boyz II Men, Usher, e a banda The Band Perry também colaboraram com Bieber no álbum. Em 30 de setembro de 2011, Bieber publicou o nome e a capa oficial do álbum no Facebook. Em 4 de outubro do mesmo ano, a cantora Mariah Carey revelou que ela e Justin haviam feito um dueto da canção "All I Want for Christmas Is You" para o álbum.
Divulgando o álbum, Justin foi a Rádio Disney onde falou sobre o disco: "É o meu primeiro álbum de Natal e espero que ele não seja o meu último. Eu amo músicas de Natal e meus fãs adoram, elas sempre deixam você com bom humor. As canções são diferentes. Aliás, eu acho que você nunca ouviu alguém dizer "shawty" em uma música natalina antes." Declarou Bieber. Durante o red carpet do Bambi Awards 2011, ao ser perguntado sobre como era lançar um álbum de Natal antes do Natal, o cantor respondeu: "É diferente, foi diferente. Eu gravei em Los Angeles, então foi um pouco estranho gravar tão cedo. Nós tivemos bons momentos gravando o álbum e as fãs irão gostar das músicas." Durante a mesma entrevista, Justin foi perguntado se fez este álbum razoável para que futuramente fizesse um melhor: "Eu não conseguiria fazer um álbum para esse ano, por isso fiz esse." Em 2 de outubro de 2011, Bieber afirmou em sua página no Twitter que o primeiro single do álbum, "Mistletoe", já estaria disponível no iTunes em 18 de outubro de 2011, mas foi lançado um dia antes do previsto em 17 de outubro. O vídeo musical do single foi gravado no centro de Franklin, no estado do Tennessee em 28 de setembro de 2011.

## Composição
Under the Mistletoe é um álbum natalino. A sua segunda faixa, "Mistletoe", é uma canção natalina que deriva musicalmente do R&B e do pop, enquanto também possui reggae na sua composição. Segundo uma partitura publicada pela Sony/ATV Music Publishing, a faixa tem oitenta batimentos por minuto e seu ritmo é definido em tempo comum. É composta na chave de Lá menor com o alcance vocal de Bieber que vai desde a nota mais baixa E3 até a nota mais alta E6. De acordo com alguns críticos, a faixa é bastante parecida com "I'm Yours", de Jason Mraz. Bieber disse que a canção é extremamente cativante e que acredita que todos os seua fãs irão gostar dela. Ele terminou dizendo que ele "sente que os fãs irão cantá-la em todo o Natal". A faixa foi primeiramente apresentada em um concerto da My World Tour no Brasil. A terceira faixa, "The Christmas Song (Chestnuts Roasting on an Open Fire)", também possui influências de R&B e é uma versão de uma canção de natal.

### Singles
- "Mistletoe", uma canção natalina que deriva musicalmente do R&B e do pop, enquanto também possui reggae em sua composição, foi o primeiro single do álbum.[32] A faixa foi primeiramente apresentada em um concerto na cidade do Rio de Janeiro, Brasil.[33] Durante a apresentação, Bieber afirmou que o single seria lançado um dia antes do previsto.[34] Seu lançamento ocorreu em 17 de outubro de 2011 no iTunes.[35] A faixa estreou em décimo nono na Billboard Hot 100, onde permaneceu por mais dez semanas, tornando-se a terceira canção mais bem sucedida de Bieber[36] O single entrou no top 10 em mais quatro países: Canadá, Noruega, Dinamarca e na Coreia do Sul, onde alcançou a topo da tabela.[37] Já foi certificado como disco de ouro nos Estados Unidos com 500,000 downloads pagos e no Canadá por 40,000.[38] O videoclipe da canção foi gravado no Tennessee, na cidade de Franklin e dirigido por Roman White, que já trabalhou com Bieber anteriormente no vídeo musical de "One Less Lonely Girl" na cidade de Watertown, também no Tennessee.[25][39][40]
- "The Christmas Song (Chestnuts Roasting on an Open Fire)", considerada apenas um single promocional que conta com a participação do cantor de R&B Usher, estreou no On Air with Ryan Seacrest em 24 de outubro de 2011 e foi disponibilizada para download digital no mesmo dia.[41] A faixa é uma regravação do clássico natalino do cantor Mel Tormé, "The Christmas Song". A melhor posição alcançada pela canção foi em décimo sexto no VG-lista, seguida por vigésima sétima no Tracklisten.[16] A faixa ainda alcançou a posição #58 na Billboard Hot 100 e entrou nas paradas de outros países como Australia, Canadá, Espanha e Reino Unido.[16]

## Crítica profissional
| Críticas profissionais | Críticas profissionais |
| Pontuações agregadas   | Pontuações agregadas   |
| Fonte                  | Avaliação              |
| ---------------------- | ---------------------- |
| Metacritic             | 54/100                 |
| Avaliações da crítica  |                        |
| Fonte                  | Avaliação              |
| About.com              | 3.5 de 5 estrelas.     |
| Entertainment Weekly   | C+                     |
| PopCrush               | 4 de 5 estrelas.       |
| Whatculture.com        | 0.5 de 5 estrelas      |
| Allmusic               | 3 de 5 estrelas.       |
| The Guardian           | 2 de 5 estrelas.       |
| The New York Times     | (misturado)            |

Jason Lipshutz da Billboard disse que depois do My World 2.0 ter resultado em uma Bieber Fever universal, Justin parece estar usando o Under the Mistletoe como uma maneira de ter certeza de que ele é um grande artista. Lipshutz ainda comparou Under the Mistletoe com Home For Christmas, do 'N Sync dizendo: "E qual é a diferença entre Home For Christmas e Under the Mistletoe? Bem, o álbum de Bieber é um álbum pop muito grande. Considerando que ele mostra um lado mais conceitual de Justin"
Bill Lamb do About.com disse que Justin lançou este trabalho com bastante entusiasmo, mas que no entanto, grande parte das músicas ainda destacam o fato de que ele é uma estrela adolescente tentando abordar um tema mais adulto em sua música. Lamb ainda disse que o álbum começa com "Only Thing I Ever Get For Christmas", que basicamente é o My World 2.0 saindo de férias, e que no momento em que Bieber nos deu o tão esperado dueto com o seu mentor Usher, nossa atenção começou a ficar bastante maior. William Earl do Hollywood Life disse que o álbum é surpreendente. Amy Sciarretto, crítica do PopCrush, disse que o Natal está "Bieberizado" neste ano com o Under the Mistletoe, argumentando que em seu álbum Justin oferece um tema mais familiar que está acompanhado por padrões clássicos. Ela ainda disse que no geral, Bieber cresceu e agora está com uma voz mais profunda, o que oferece mais romantismo em suas músicas repletas de sinos e assobios, literalmente. Tom Daily do Whatculture.com deu meia estrela ao disco alegando que o álbum é composto por "pop brega".
Jon Caramanica do The New York Times disse que um álbum de natal é uma desculpa para Justin fazer "grandes hits". Caramanica ainda disse que um dueto entre Bieber e a banda The Band Perry em "Home This Christmas" foi muito mais bem pensado do que necessário tornando a canção um dos destaques do álbum, além de dizer que mesmo que um dos produtores do álbum, Kuk Harrel, não consiga colocar Justin no mesmo nível de alguns cantores que fizeram uma parceria no álbum como Usher em "The Christmas Song (Chestnuts Roasting On An Open Fire)" e Mariah Carey em "All I Want For Christmas Is You", ele conseguiu com que realmente parecesse que Bieber é um adolescente cantando com os seus ídolos. Jon completou dizendo: "É bem puro, apesar de ser um álbum de natal e mais um contexto para Bieber falar sobre os prazeres da carne." Caroline Sullivan do jornal britânico The Guardian criticou o álbum afirmando que o que o salvou foram as suas participações, dizendo que Justin ainda se tornará interessante um dia e que o melhor a se fazer enquanto isso não acontece é não ficar "embaixo do visco" com ele. Andy Kellman do Allmusic deu crédito para Bieber pelo esforço que ele teve para fazer o álbum e por ele ter o levado tão a sério que chegou a co-escrever nove das quinze canções. Kellman declarou que Justin parece estar muito mais entusiasmado com as canções originais do que com alguns covers que ele fez no álbum. Andy ainda completou dizendo que alguns fãs de Bieber ficaram bem irritados pois o single "Pray", incluído originalmente na coletânea My Worlds Acoustic, fez outra aparição em Under the Mistletoe.

## Faixas
A lista de faixas do álbum foi publicada oficialmente em 5 de outubro de 2011 pela revista Rap-Up.
| N.º            | Título                                               | Compositor(es)                                                              | Produtor(es)                                          | Duração |  |
| 1.             | "Only Thing I Ever Get for Christmas"                | Christopher Stewart, Aaron Pearce, Tim Miner, Justin Bieber                 | Stewart, Pearce                                       | 3:12    |  |
| 2.             | "Mistletoe"                                          | Adam Messinger, Nasri Atweh, Justin Bieber                                  | The Messengers                                        | 3:02    |  |
| 3.             | "The Christmas Song" (com Usher)                     | Mel Torme, Robert Wells                                                     | Kuk Harrell                                           | 3:37    |  |
| 4.             | "Santa Claus Is Coming to Town"                      | John Frederick Coots, Haven Gillespie                                       | Stewart, Pearce                                       | 3:37    |  |
| 5.             | "Fa La La" (com Boyz II Men)                         | Adonis Shropshire, Bieber, Bernard Harvey                                   | Harvey, Josh Cross                                    | 4:00    |  |
| 6.             | "All I Want for Christmas Is You" (com Mariah Carey) | Mariah Carey, Walter Afanasieff                                             | Carey, James "Big Jim" Wright, Randy Jackson, Harrell | 4:00    |  |
| 7.             | "Drummer Boy" (com Busta Rhymes)                     | Katherine Davis, Henry Onorati, Harry Simeone, Justin Bieber e Busta Rhymes | Harrell, Sean K                                       | 3:45    |  |
| 8.             | "Christmas Eve"                                      | Chris Brown, Justin Bieber                                                  | Jerrol "Boogie" Wizzard                               | 3:44    |  |
| 9.             | "All I Want Is You"                                  | Justin Bieber, Brandon Hamilton                                             | Justin Bieber                                         | 3:36    |  |
| 10.            | "Home This Christmas" (com The Band Perry)           | Nasri Atweh, Nick Turpin, George Nozuka, Melanie Fontana, Justin Bieber     | Nasri, Turpin                                         | 3:24    |  |
| 11.            | "Silent Night"                                       | Joseph Mohr, Franz Xaver Gruber                                             | Kuk Harrel                                            | 2:49    |  |
| Duração total: | Duração total:                                       | Duração total:                                                              | Duração total:                                        | 37:52   |  |

| Faixas bônus da edição deluxe |                                           |                                                           |                |         |  |
| N.º                           | Título                                    | Compositor(es)                                            | Produtor(es)   | Duração |  |
| 12.                           | "Christmas Love"                          | Nasri Atweh, Adam Messinger, Justin Bieber                | The Messengers | 3:27    |  |
| 13.                           | "Fa La La (a cappella)" (com Boyz II Men) | Adonis Shropshire, Justin Bieber, Bernard Harvey          | Harvey, Cross  | 2:55    |  |
| 14.                           | "Pray"                                    | Justin Bieber, Nasri Atweh, Adam Messinger, Omar Martinez | The Messengers | 3:32    |  |
| 15.                           | "Someday at Christmas"                    | Ron Miller, Bryan Wells                                   | Jay Riehl      | 2:53    |  |

## Paradas musicais
O álbum estreou em #1 na parada oficial dos Estados Unidos, Billboard 200, vendendo duzentas e dez mil cópias em sua primeira semana. Under the Mistletoe é o terceiro álbum de Justin a chegar no topo da Billboard 200, o terceiro álbum masculino de natal a estrear em primeiro lugar e também tornou Bieber o primeiro artista solo com menos de 18 anos de idade a ter três álbuns em número um nas paradas. Em 14 de dezembro de 2011, o álbum já tinha vendido mais de 824,000 cópias só nos Estados Unidos de acordo com o Nielsen SoundScan. Under the Mistletoe estreou no top 10 de mais de dez países, entre eles Austrália, Noruega e no Brasil. Até o momento, já se posicionou em vinte e uma paradas musicais diferentes, sua primeira aparição foi em #1 no México, seguido pela Noruega e pela parada Productores de Musica de España, na Espanha. O álbum chegou a primeira posição no Canadá, onde foi certificado como Platina Triplo vendendo mais de 300,000 cópias, no México, Estados Unidos e no Brasil, onde também foi certificado como platina dupla pela venda de mais de 100,000 cópias.
Internacionalmente, o disco também teve um bom desempenho, estreando em #2 na Dinamarca, onde permaneceu na parada por cinco semanas e foi certificado como Platina pela venda de 20,000 cópias. Na parada oficial da Noruega, VG-lista, o álbum estreou #4 e atingiu seu pico em #3 permanecendo na parada por seis semanas. Na 44ª semana de 2011, o Under the Mistletoe estreou em #7 na parada musical de álbuns oficial da Nova Zelândia, Recording Industry Association of New Zealand, onde ficou por sete semanas e na mesma semana entrou nas paradas musicais da Espanha em #4. No Brasil, o álbum estreou em #2 e depois atingiu seu pico passando duas semanas em #1. Já foi certificado como Ouro em três países: Austrália, México e Venezuela. Também recebeu um disco de Platina por ter vendido mais de 1,500,000 de cópias só nos Estados Unidos. Até o momento, o disco já vendeu mais de 4,000,000 de cópias em todo o mundo, sendo que só em 2011 foram vendidas 2,000,000 de cópias, tornando-o 13º álbum mais vendido de 2011 com apenas dois meses de lançamento.
| País/Parada (2011)                   | Melhor posição |
| ------------------------------------ | -------------- |
| Alemanha - Media Control Charts      | 21             |
| Austrália - ARIA Charts              | 6              |
| Áustria - Ö3 Austria Top 40          | 22             |
| Bélgica - Ultratop (Flandres)        | 11             |
| Bélgica - Ultratop (Valônia)         | 17             |
| Brasil - CD - TOP 20 Semanal ABPD    | 1              |
| Canadá - Canadian Albums Chart       | 1              |
| Dinamarca - Hitlisten                | 2              |
| Escócia - Scottish Albums Chart      | 18             |
| Espanha - PROMUSICAE                 | 4              |
| Estados Unidos - Billboard 200       | 1              |
| Estados Unidos - Holiday Albums      | 1              |
| Finlândia - Suomen virallinen lista  | 21             |
| França - French Albums Chart         | 14             |
| Grécia - IFPI Grécia                 | 1              |
| Holanda - Dutch Albums Chart         | 10             |
| Irlanda - Irish Albums Chart         | 5              |
| Itália - FIMI                        | 6              |
| México - AMPROFON                    | 1              |
| Mundo - World Albums Top 40          | 2              |
| Noruega - VG-lista                   | 3              |
| Nova Zelândia - RIANZ                | 7              |
| Polônia - Polish Albums Chart        | 33             |
| Portugal - Top 50 Nacional Português | 10             |
| Reino Unido - UK Albums Chart        | 13             |
| Suécia - Sverigetopplistan           | 5              |
| Suíça - Swiss Music Charts           | 2              |

| País           | Associação   | Certificação | Vendas     |
| -------------- | ------------ | ------------ | ---------- |
| Austrália      | ARIA         | Ouro         | 35,000+    |
| Brasil         | ABPD         | Platina      | 100,000+   |
| Canadá         | Music Canada | 3x Platina   | 240,000+   |
| Colômbia       | APDIF        | Ouro         | 5,000+     |
| Dinamarca      | IFPI         | Platina      | 20,000+    |
| Espanha        | PROMUSICAE   | Ouro         | 30,000+    |
| Estados Unidos | RIAA         | Platina      | 1,500,000+ |
| Irlanda        | IRMA         | Platina      | 40,000+    |
| México         | AMPROFON     | Platina      | 90,000+    |
| Venezuela      | APROFON      | Ouro         | 5,000+     |

| País/Parada (2011)             | Posição |
| ------------------------------ | ------- |
| Austrália - ARIA Charts        | 17      |
| Canadá - Canadian Albums Chart | 36      |
| Dinamarca - Hitlisten          | 14      |
| Estados Unidos - Billboard 200 | 94      |
| País/Parada (2012)             | Posição |
| Canadá - Canadian Albums Chart | 5       |
| Estados Unidos - Billboard 200 | 13      |

## Histórico de lançamento
Under the Mistletoe foi distribuído nos Estados Unidos no dia 1º de novembro de 2011, pela Island Def Jam. No Brasil, seu lançamento ocorreu no dia 11 de novembro de 2011.
| País           | Data                   | Formato                   | Gravadora       | Edição         |
| -------------- | ---------------------- | ------------------------- | --------------- | -------------- |
| Austrália      | 28 de outubro de 2011  | CD, DVD, download digital | Universal Music | Padrão, deluxe |
| Nova Zelândia  | 28 de outubro de 2011  | CD, DVD, download digital | Island Def Jam  | Padrão, deluxe |
| Reino Unido    | 31 de outubro de 2011  | CD, DVD, download digital | Mercury Records | Padrão, deluxe |
| Estados Unidos | 1º de novembro de 2011 | CD, DVD, download digital | Island Def Jam  | Padrão, deluxe |
| Canadá         | 1º de novembro de 2011 | CD, DVD, download digital | Universal Music | Padrão, deluxe |
| França         | 2 de novembro de 2011  | CD, DVD, download digital | Island Records  | Padrão, deluxe |
| Holanda        | 2 de novembro de 2011  | CD, DVD, download digital | Island Records  | Padrão, deluxe |
| Dinamarca      | 2 de novembro de 2011  | CD, DVD, download digital | Island Records  | Padrão, deluxe |
| Bélgica        | 4 de novembro de 2011  | CD, DVD, download digital | Universal Music | Padrão, deluxe |
| Indonésia      | 8 de novembro de 2011  | CD, DVD, download digital | Universal Music | Padrão, deluxe |
| Brasil         | 11 de novembro de 2011 | CD, DVD, download digital | Universal Music | Padrão, deluxe |
| Alemanha       | 15 de novembro de 2011 | CD, DVD, download digital | Universal Music | Padrão, deluxe |
| Japão          | 16 de novembro de 2011 | CD, DVD, download digital | Island Records  | Padrão, deluxe |

## Créditos de produção
Créditos adaptados do encarte do álbum.
- Christopher Stewart - Composição, produção
- Aaron Pearce - Composição, produção
- Tim Miner - Composição
- Justin Bieber - Vocal, composição, produção, bateria
- Kuk Harrel - Produção, vocal de apoio, produção vocal
- Josh Gudwin - Engenharia acústica
- Chris "TEK" O'Ryan - Engenharia acústica
- Jaycen Joshua - Mixagem
- Michael Thompson - Guitarra
- Nasri Atweh - Composição, produção, vocal de apoio, arranjos
- Adam Messinger - Composição, produção
- Theodore Feldman - Produção, arranjos
- Phil Tan - Mixagem
- Mel Tormé - Composição
- Robert Wells - Composição
- Sean K - Produção, arranjos
- Damien Lewis - Engenharia acústica
- Usher Raymond IV - Vocal, produção executiva
- John Frederick Coots - Composição
- Haven Gillespie - Composição
- Bryan Jackson - Vocal de apoio
- Adonis Shropshire - Composição
- Bernard Harvey - Composição, produção
- Josh Cross - Produção
- Dave Yike - Engenharia acústica
- Adonis - Vocal de apoio
- Boyz II Men - Vocal
- Mariah Carey - Vocal, composição, produção
- Walter Afanasieff - Composição
- James "Big Jim"  Wright - Produção, teclado
- Randy Jackson - Produção
- Marc Shaiman - Arranjos
- Brad Dechter - Arranjos
- Jerohh Garnett - Bateria
- Lloyd Sonny Thompson - Baixo
- Doc Powell - Guitarra
- Sherry McGhee - Vocal de apoio
- Melonie Daniels - Vocal de apoio
- Katherine Davis - Composição
- Henry Onorati - Composição
- Harry Simeone - Composição
- Busta Rhymes - Vocal, composição
- Chris Brown - Composição, produção, vocal de apoio
- Antwan Thompson - Composição, produção
- Jerrol Wizzard - Composição
- Kevin McCall - Composição
- Brian Springer - Engenharia acústica
- Brandon "Blue" Hamilton - Composição
- Tom Strahle - Guitarra
- Nicholas "Nick James" Turpin - Composição, produção, arranjos, vocal de apoio
- Melanie Fontana - Composição
- George Nozuka - Composição, vocal de apoio
- Brandon Bee - Bateria, baixo
- S'Von - Piano
- Jonathan Martin Berry - Guitarra
- The Band Perry - Vocal
- Josef Mohr - Composição
- Hans Xavar Gruber - Composição
- Tim Carmon - Teclado
- Omar Martinez - Composição
- Jesus Garnica - Mixagem
- Deanna DellaCioppa - Vocal de apoio
- Ronald Miller - Composição
- Bryan Wells - Composição
- Jay Riehl - Produção, engenharia acústica, bateria, guitarra, vocal de apoio
- Lucas Leight - Piano
- Brock Canning - Baixo
- Tyler Beckett - Violino, viola
- Jake Leiske - Vocal de apoio
- Scott "Scooter" Braun - Produção executiva